# 富士急伊豆川奈温泉別荘地
富士急伊豆川奈温泉別荘地（ふじきゅう いずかわな おんせんべっそうち）とは、静岡県伊東市川奈にある温泉付き別荘地。

## 概要
伊東市中東部の川奈地区南西、川奈駅南方の高台、小室山公園の北隣に造成されている温泉付き別荘地。総区画約270、総棟数約190、定住数約70世帯。
1972年（昭和47年）から分譲開始。管理は「株式会社エフ・ジェイ」。

## 交通・アクセス
小室山公園に隣接しているため、伊東駅と小室山公園をつないで毎日6往復程度通っている東海バスの路線バスを便利に利用できる。最寄りのバス停は、
- 見晴
- 小室山つばき園
- 公園中央

の3つ。
また北方にある最寄り駅である伊豆急行線の川奈駅までは、約2km。